# Vesicularia ischyropteris
Vesicularia ischyropteris là một loài Rêu trong họ Hypnaceae. Loài này được (Broth.) Müll. Hal. miêu tả khoa học đầu tiên năm 1908.